# Esmee Vermeulen
Esmee Vermeulen (Zaandam, 21 de abril de 1996) es una deportista neerlandesa que compitió en natación, en las modalidades de piscina y aguas abiertas. Ganó cuatro medallas en el Campeonato Europeo de Natación entre los años 2014 y 2018.

## Palmarés internacional
| Campeonato Europeo | Campeonato Europeo    | Campeonato Europeo | Campeonato Europeo |
| Año                | Lugar                 | Medalla            | Prueba             |
| ------------------ | --------------------- | ------------------ | ------------------ |
| 2014               | Berlín (Alemania)     | Medalla de plata   | 4 × 100 m libre    |
| 2016               | Londres (Reino Unido) | Medalla de bronce  | 4 × 200 m libre    |

| Campeonato Europeo | Campeonato Europeo    | Campeonato Europeo | Campeonato Europeo |
| Año                | Lugar                 | Medalla            | Prueba             |
| ------------------ | --------------------- | ------------------ | ------------------ |
| 2018               | Glasgow (Reino Unido) | Medalla de oro     | Relevo mixto       |
| 2018               | Glasgow (Reino Unido) | Medalla de bronce  | 10 km              |